# Maximiliano Ruiz Castañeda
Maximiliano Ruiz Castañeda, född 5 december 1898 i Acambay, död 1 oktober 1992 i Mexico City var en mexikansk läkare, forskare, politiker och docent i medicin. 
1911 började han att studera vid Forsknings- och litteraturinstitutet (Instituto Científico y Literario de Toluca) i Toluca de Lerdo där han för första gången träffade Gustavo Baz. Ruíz Casteñada flyttade senare till Mexico City för att studera till läkare vid Universidad Nacional Autónoma de México (UNAM), där han återigen träffade sin vän Gustavo Baz, som då blivit guvernör i Mexico City.
Efter att ha blivit utexaminerad som kirurg 1923 reste han för första gången till Europa för att studera mikrobiologi vid Institut Pasteur och Paris universitet.
1931 reste han Ruiz Castañeda till USA för att skapa ett vaccin mot Tyfus, tillsammans med Hans Zinsser vid Harvard University. Han återvände till Mexiko 1936 och grundade Laboratorio de Inmunología Experimental i källaren av Hospital General de México, Mexico Citys största sjukhus. Efter att ha finslipat tyfusvaccinet år 1938 så var det redo för användning. Vaccinet, som blev känt som "Zinsser-Casteñada vaccinet" blev en världsomfattande succé och användes i stor utsträckning under hela Andra världskriget.
Vaccinet var den största anledningen till att Ruiz Castañada 1948 erhöll utmärkelsen Premio Nacional de Ciencias y Artes, i kategorin fysik, matematik och vetenskap. Priset delades ut av president Miguel Alemán.
Sjukhusen Centro de Salud T-III “Maximiliano Ruiz Castañeda i Ciudad Nezahualcóyotl och Hospital General Dr. Maximiliano Ruiz Castañada i Naucalpan de Juárez har döpts efter honom. 
Också hans hemstad Acambay och dess kommun, döptes efter hans död till Villa de Acambay de Ruíz Castañeda respektive Acambay de Ruíz Castañeda i hans ära. 